# Juan Antonio Pizzi
Juan Antonio Pizzi Torroja (Santa Fe, 7 giugno 1968) è un allenatore di calcio ed ex calciatore argentino naturalizzato spagnolo, attaccante attivo tra la fine degli anni ottanta e i primi anni duemila, commissario tecnico della nazionale kuwaitiana.
Segnò molti gol in squadre argentine, messicane e portoghesi, ma fu in Spagna che ottenne le maggiori soddisfazioni della sua carriera, vestendo le maglie di Valencia, Tenerife, Barcellona e Villarreal. Fu anche nazionale spagnolo.

## Caratteristiche Tecniche
Utilizza perlopiù il 4-2-3-1 proponendo un gioco veloce, offensivo e spumeggiante. Spesso è stato paragonato a Jorge Sampaoli e Marcelo Bielsa, che Pizzi considera uno dei suoi modelli principali, oltre che, soprattutto nel periodo a Barcellona a Louis Van Gaal.

## Carriera

### Calciatore

#### Club
Cominciò la carriera nel Rosario Central, nella Primera División argentina, nel 1988. In due stagioni realizzò 27 gol in campionato prima di trasferirsi al Toluca, nella Primera División messicana.
Prelevato dal Tenerife nella stagione 1991-1992, vi militò per cinque anni, con una parentesi di una stagione (1993-1994) giocata con il Valencia. L'ultima stagione con il Tenerife, quella 1995-1996, fu per lui particolarmente felice: con 31 reti in 41 partite si laureò Pichichi della Primera División spagnola.
Fu acquistato dal Barcellona per la stagione 1996-1997. In Catalogna restò due anni, segnando solo 12 gol in campionato, ma vincendo una Coppa delle Coppe, una Supercoppa di Spagna, una Supercoppa Europea, una Coppa del Re e la Liga 1997-1998. Nella memoria dei tifosi rimane il suo gol decisivo (a pochi minuti dalla fine) nella sfida vinta per 5-4 contro l'Atlético Madrid, quarto di finale della Coppa del Re 1996-1997, partita che l'Atlético conduceva con un parziale di 3-0 alla fine del primo tempo.
Tornato in Argentina nel 1998, giocò con River Plate e di nuovo con il Rosario Central fino al 2001, vivendo una fugace esperienza nel campionato portoghese 2000-2001 (11 presenze e 3 gol con il Porto). Chiuse la carriera con la maglia del Villarreal nella stagione 2001-2002.

#### Nazionale
Naturalizzato spagnolo, con le nazionale iberica disputò una partita del campionato del mondo 1998 contro il Paraguay. Conta 22 presenze e 8 gol con la Spagna.

### Allenatore
Il 10 gennaio 2005 è nominato allenatore del Colón insieme all'ex giocatore peruviano José Del Solar. Il 27 febbraio, dopo tre sconfitte nelle prime tre partite del campionato di Clausura, i due sono esonerati.
Il 13 aprile 2006 è ingaggiato dall'Universidad San Martín. Si classifica quinto nel campionato di Apertura con 33 punti. La sua squadra è eliminata ai preliminari della Coppa Sudamericana dal Coronel Bolognesi. Il 28 novembre. dopo la sconfitta per 3-0 contro l'Universitario, rassegna le dimissioni. Lascia la squadra a quota 25 punti nel campionato di Clausura, dopo aver totalizzato 7 vittorie, 4 pareggi e 8 sconfitte.
Il 14 luglio 2009 è nominato allenatore del Santiago Morning, squadra della prima divisione cilena, in sostituzione di José Basualdo passato alla guida dell'Universidad de Chile. Dopo quattro giorni esordisce nella sconfitta casalinga contro l'Audax Italiano per 1 a 0 nel Campionato Clausura. Viene eliminato in semifinale nella Coppa del Cile dal Club Deportes Iquique. Si classifica al sesto posto nel Campionato Clausura ottenendo l'ammissione ai playoff per il titolo, viene eliminato in semifinale dall'Universidad Católica. Nella stagione seguente viene eliminato al primo turno nella Coppa del Cile dal Palestino. Il 23 giugno 2010 scaduto il contratto non viene rinnovato, lascia la squadra al quattordicesimo posto con 11 punti in campionato dopo aver ottenuto 3 vittorie, 5 pareggi e 7 sconfitte.
Il 9 luglio è ufficializzato il suo ingaggio come tecnico dell'Universidad Católica in sostituzione dell'esonerato Marco Figueroa. Prende la squadra al terzo posto in campionato. Viene eliminato al terzo turno della Coppa del Cile dal Deportes Puerto Montt per 4 a 2. Il 5 dicembre dopo aver ottenuto 15 vittorie in 20 partite e vincendone le ultime sette di fila, vince il campionato. Con la conquista del titolo viene ammessa alla Coppa Libertadores conquista il primo posto nel proprio girone, ai ottavi di finale batte il Grêmio e ai quarti di finale viene eliminato dal Peñarol. Si classifica al primo posto nel Campionato Apertura ottenendo l'ammissione alla Coppa Sudamericana e ai playoff per il titolo, elimina ai quarti di finale il Colo-Colo, in semifinale l'Unión La Calera e in finale cade contro l'Universidad de Chile.
Il 29 giugno 2011 passa alla guida tecnica del Rosario Central, squadra della seconda divisione argentina. In campionato è stato per un periodo in testa alla classifica dopo aver ottenuto sette vittorie consecutive, ma a fine campionato arriva al quarto posto con ammissione ai playoff. Non riuscendo a portare la squadra nella prima divisione il 5 luglio 2012 viene esonerato.
Il 12 ottobre è stato nominato nuovo allenatore del San Lorenzo in sostituzione di Ricardo Caruso Lombardi, prendendo la squadra al sedicesimo posto. In campionato si piazza undicesimo posto al Torneo Inicial e quarto posto al Torneo Final. L'anno seguente alla guida dei Ciclón viene eliminato al secondo turno della Coppa Sudamerica dal River Plate, nella Coppa d'Argentina viene sconfitto in finale dall'Arsenal de Sarandí per 3 a 0 e in campionato si classifica primo posto vincendo il Torneo Inicial.
Il 26 dicembre 2013 lascia la squadra argentina per diventare nuovo tecnico del Valencia, in sostituzione dell'esonerato Miroslav Đukić, prendendo la squadra al nono posto in campionato. Viene eliminato ai quarti di finale nella Coppa di Spagna dall'Atlético Madrid, riesce a portare fino in semifinale di Europa League dove viene eliminato dal Siviglia e chiude il campionato all'ottavo posto. Il 2 luglio 2014 viene esonerato.
Il 4 dicembre viene nominato tecnico del Club León in prima divisione messicana.
Il 30 gennaio 2016 viene nominato nuovo ct della Nazionale cilena al posto del dimissionario Jorge Sampaoli. Il 25 marzo esordisce nella sconfitta per 2 a 1 contro l’Argentina valevole per la qualificazione ai Mondiali 2018. Nella Copa América Centenario si piazza secondo posto nel suo girone accedendo ai quarti, in cui vince per 7 a 0 contro il Messico e in semifinale batte per 2 a 0 la Colombia. Il 26 giugno vince il torneo battendo in finale ai rigori l’Argentina. Nella Confederations Cup arriva secondo nel proprio girone e si qualifica alla fase successiva dove batte in semifinale il Portogallo ai rigori, ma perde la finale contro la Germania. L’11 ottobre 2017 all’indomani della mancata qualificazione al Mondiale 2018, si dimette dall'incarico.
Il 28 novembre 2017 è assunto dalla Nazionale saudita, sostituendo l'esonerato Edgardo Bauza. Nonostante l'eliminazione al primo turno al campionato del mondo 2018, è confermato per la Coppa d'Asia 2019, dove la nazionale saudita esce agli ottavi di finale e Pizzi si dimette qualche giorno più tardi.
Nel giugno 2019 torna alla guida del San Lorenzo. Viene esonerato il 31 ottobre dello stesso anno, a causa degli scarsi risultati ottenuti.
Il 21 gennaio 2021 viene nominato allenatore del Racing Club.
Il 29 giugno 2022 viene ingaggiato dall'Al-Wasl, compagine emiratina che guida al quinto posto in campionato nel 2022-2023.
Nel luglio 2023 diviene il nuovo allenatore della nazionale bahreinita.

## Statistiche

### Presenze e reti nei club
| Stagione  | Squadra         | Campionato | Campionato | Campionato |
| Stagione  | Squadra         | Comp       | Pres       | Reti       |
| --------- | --------------- | ---------- | ---------- | ---------- |
| 1988/89   | Rosario Central | Argentina  | 26         | 15         |
| 1989/90   | Rosario Central | Argentina  | 31         | 19         |
| 1990/91   | Toluca          | Messico    | 23         | 21         |
| 1991/92   | Tenerife        | Spagna     | 30         | 17         |
| 1992/93   | Tenerife        | Spagna     | 34         | 19         |
| 1993/94   | Valencia        | Spagna     | 19         | 11         |
| 1994/95   | Tenerife        | Spagna     | 32         | 20         |
| 1995/96   | Tenerife        | Spagna     | 38         | 31         |
| 1996/97   | Barcellona      | Spagna     | 23         | 12         |
| 1997/98   | Barcellona      | Spagna     | 15         | 8          |
| 1998/99   | River Plate     | Argentina  | 17         | 15         |
| 1999/2000 | Rosario Central | Argentina  | 28         | 19         |
| 2000/01   | Porto           | Portogallo | 11         | 8          |
| 2001      | Rosario Central | Argentina  | 12         | 7          |
| 2001/02   | Rosario Central | Argentina  | 31         | 22         |
| 2002      | Villarreal      | Spagna     | 13         | 1          |

### Cronologia presenze e reti in nazionale
| Cronologia completa delle presenze e delle reti in nazionale ― Spagna | Cronologia completa delle presenze e delle reti in nazionale ― Spagna | Cronologia completa delle presenze e delle reti in nazionale ― Spagna | Cronologia completa delle presenze e delle reti in nazionale ― Spagna | Cronologia completa delle presenze e delle reti in nazionale ― Spagna | Cronologia completa delle presenze e delle reti in nazionale ― Spagna | Cronologia completa delle presenze e delle reti in nazionale ― Spagna | Cronologia completa delle presenze e delle reti in nazionale ― Spagna |
| Data                                                                  | Città                                                                 | In casa                                                               | Risultato                                                             | Ospiti                                                                | Competizione                                                          | Reti                                                                  | Note                                                                  |
| --------------------------------------------------------------------- | --------------------------------------------------------------------- | --------------------------------------------------------------------- | --------------------------------------------------------------------- | --------------------------------------------------------------------- | --------------------------------------------------------------------- | --------------------------------------------------------------------- | --------------------------------------------------------------------- |
| 30-11-1994                                                            | Malaga                                                                | Spagna                                                                | 2 – 0                                                                 | Finlandia                                                             | Amichevole                                                            | -                                                                     |                                                                       |
| 18-1-1995                                                             | La Coruña                                                             | Spagna                                                                | 2 – 2                                                                 | Uruguay                                                               | Amichevole                                                            | 1                                                                     | 46’                                                                   |
| 22-2-1995                                                             | Jerez de la Frontera                                                  | Spagna                                                                | 0 – 0                                                                 | Germania                                                              | Amichevole                                                            | -                                                                     | 81’                                                                   |
| 29-3-1995                                                             | Siviglia                                                              | Spagna                                                                | 1 – 1                                                                 | Belgio                                                                | Qual. Euro 1996                                                       | -                                                                     | 65’                                                                   |
| 26-4-1995                                                             | Erevan                                                                | Armenia                                                               | 0 – 2                                                                 | Spagna                                                                | Qual. Euro 1996                                                       | -                                                                     | 57’                                                                   |
| 6-9-1995                                                              | Granada                                                               | Spagna                                                                | 6 – 0                                                                 | Cipro                                                                 | Qual. Euro 1996                                                       | 2                                                                     | 61’                                                                   |
| 20-9-1995                                                             | Madrid                                                                | Spagna                                                                | 2 – 1                                                                 | Argentina                                                             | Amichevole                                                            | 1                                                                     | 46’                                                                   |
| 11-10-1995                                                            | Copenaghen                                                            | Danimarca                                                             | 1 – 1                                                                 | Spagna                                                                | Qual. Euro 1996                                                       | -                                                                     | 22’ 46’                                                               |
| 15-11-1995                                                            | Siviglia                                                              | Spagna                                                                | 3 – 0                                                                 | Macedonia                                                             | Qual. Euro 1996                                                       | -                                                                     | 46’                                                                   |
| 7-2-1996                                                              | Las Palmas                                                            | Spagna                                                                | 1 – 0                                                                 | Norvegia                                                              | Amichevole                                                            | -                                                                     |                                                                       |
| 24-4-1996                                                             | Oslo                                                                  | Norvegia                                                              | 0 – 0                                                                 | Spagna                                                                | Amichevole                                                            | -                                                                     |                                                                       |
| 9-6-1996                                                              | Leeds                                                                 | Bulgaria                                                              | 1 – 1                                                                 | Spagna                                                                | Euro 1996 - 1º turno                                                  | -                                                                     | 74’                                                                   |
| 18-6-1996                                                             | Leeds                                                                 | Romania                                                               | 1 – 2                                                                 | Spagna                                                                | Euro 1996 - 1º turno                                                  | -                                                                     | 56’                                                                   |
| 4-9-1996                                                              | Toftir                                                                | Fær Øer                                                               | 2 – 6                                                                 | Spagna                                                                | Qual. Mondiali 1998                                                   | -                                                                     | 59’                                                                   |
| 13-11-1996                                                            | Santa Cruz de Tenerife                                                | Spagna                                                                | 4 – 1                                                                 | Slovacchia                                                            | Qual. Mondiali 1998                                                   | 1                                                                     |                                                                       |
| 18-12-1996                                                            | Ta' Qali                                                              | Malta                                                                 | 0 – 3                                                                 | Spagna                                                                | Qual. Mondiali 1998                                                   | 1                                                                     |                                                                       |
| 12-2-1997                                                             | Alicante                                                              | Spagna                                                                | 4 – 0                                                                 | Malta                                                                 | Qual. Mondiali 1998                                                   | 1                                                                     | 46’                                                                   |
| 11-10-1997                                                            | Gijón                                                                 | Spagna                                                                | 3 – 1                                                                 | Fær Øer                                                               | Qual. Mondiali 1998                                                   | -                                                                     | 70’                                                                   |
| 19-11-1997                                                            | Palma di Maiorca                                                      | Spagna                                                                | 1 – 1                                                                 | Romania                                                               | Amichevole                                                            | -                                                                     | 69’                                                                   |
| 28-1-1998                                                             | Saint-Denis                                                           | Francia                                                               | 1 – 0                                                                 | Spagna                                                                | Amichevole                                                            | -                                                                     | 73’                                                                   |
| 3-6-1998                                                              | Santander                                                             | Spagna                                                                | 4 – 1                                                                 | Irlanda del Nord                                                      | Amichevole                                                            | 2                                                                     | 46’                                                                   |
| 19-6-1998                                                             | Saint-Étienne                                                         | Spagna                                                                | 0 – 0                                                                 | Paraguay                                                              | Mondiali 1998 - 1º turno                                              | -                                                                     | 53’                                                                   |
| Totale                                                                |                                                                       | Presenze                                                              | 22                                                                    |                                                                       | Reti                                                                  | 8                                                                     |                                                                       |

### Statistiche da allenatore

#### Nazionale cilena
| Squadra | Naz             | dal              | al              | Record | Record | Record | Record     | Record | Record | Record |       |
| G       | V               | N                | P               | GF     | GS     | DR     | Vittorie % |        |        |        |       |
| ------- | --------------- | ---------------- | --------------- | ------ | ------ | ------ | ---------- | ------ | ------ | ------ | ----- |
| Cile    | Cile (bandiera) | 1º febbraio 2016 | 31 ottobre 2017 | 32     | 13     | 7      | 12         | 48     | 36     | +12    | 40,63 |

#### Nazionale cilena nel dettaglio
Statistiche aggiornate al 30 giugno 2018.
| giu. 2016      | Cile        | Copa América Centenario | Vincitore                          | 6  | 4  | 1 | 1  | 66,67 | 16 | 5  | +11 |
| 2016           | Cile        | Qual. Mondiale 2018     | subentrato, 6° nel gruppo CONMEBOL | 8  | 4  | 1 | 3  | 50,00 | 14 | 10 | +4  |
| 2017           | Cile        | Qual. Mondiale 2018     | subentrato, 6° nel gruppo CONMEBOL | 6  | 2  | 0 | 4  | 33,33 | 5  | 10 | -5  |
| giu./lug. 2017 | Cile        | Conf. Cup 2017          | 2°                                 | 5  | 1  | 3 | 1  | 20,00 | 4  | 3  | +1  |
| Dal 2016       | Cile        | Amichevoli              |                                    | 7  | 2  | 2 | 3  | 28,57 | 9  | 8  | +1  |
| Totale Cile    | Totale Cile | Totale Cile             | Totale Cile                        | 32 | 13 | 7 | 12 | 40,63 | 48 | 36 | +12 |

#### Panchine da commissario tecnico della nazionale cilena
| Cronologia completa delle presenze e delle reti in nazionale ― Cile | Cronologia completa delle presenze e delle reti in nazionale ― Cile | Cronologia completa delle presenze e delle reti in nazionale ― Cile | Cronologia completa delle presenze e delle reti in nazionale ― Cile | Cronologia completa delle presenze e delle reti in nazionale ― Cile | Cronologia completa delle presenze e delle reti in nazionale ― Cile | Cronologia completa delle presenze e delle reti in nazionale ― Cile | Cronologia completa delle presenze e delle reti in nazionale ― Cile |
| Data                                                                | Città                                                               | In casa                                                             | Risultato                                                           | Ospiti                                                              | Competizione                                                        | Reti                                                                | Note                                                                |
| ------------------------------------------------------------------- | ------------------------------------------------------------------- | ------------------------------------------------------------------- | ------------------------------------------------------------------- | ------------------------------------------------------------------- | ------------------------------------------------------------------- | ------------------------------------------------------------------- | ------------------------------------------------------------------- |
| 25-3-2016                                                           | Ñuñoa                                                               | Cile                                                                | 1 – 2                                                               | Argentina                                                           | Qual. Mondiali 2018                                                 | Felipe Gutiérrez                                                    | Cap: C.Bravo                                                        |
| 30-3-2016                                                           | Barinas                                                             | Venezuela                                                           | 1 – 4                                                               | Cile                                                                | Qual. Mondiali 2018                                                 | 2 Mauricio Pinilla 2 Arturo Vidal                                   | Cap: G.Medel                                                        |
| 28-5-2016                                                           | Viña del Mar                                                        | Cile                                                                | 1 – 2                                                               | Giamaica                                                            | Amichevole                                                          | Nicolas Castillo                                                    | Cap: G.Medel                                                        |
| 2-6-2016                                                            | San Diego                                                           | Messico                                                             | 1 – 0                                                               | Cile                                                                | Amichevole                                                          | -                                                                   | Cap: G.Medel                                                        |
| 7-6-2016                                                            | Santa Clara                                                         | Argentina                                                           | 2 – 1                                                               | Cile                                                                | Coppa America Centenario - 1º turno                                 | José Fuenzalida                                                     | Cap: C.Bravo                                                        |
| 11-6-2016                                                           | Foxborough                                                          | Cile                                                                | 2 – 1                                                               | Bolivia                                                             | Coppa America Centenario - 1º turno                                 | 2 Arturo Vidal 1 (rig.)                                             | Cap: C.Bravo                                                        |
| 15-6-2016                                                           | Filadelfia                                                          | Cile                                                                | 4 – 2                                                               | Panama                                                              | Coppa America Centenario - 1º turno                                 | 2 Eduardo Vargas 2 Alexis Sanchez                                   | Cap: C.Bravo                                                        |
| 19-6-2016                                                           | Santa Clara                                                         | Messico                                                             | 0 – 7                                                               | Cile                                                                | Coppa America Centenario - Quarti di Finale                         | 2 Edson Puch 4 Eduardo Vargas Alexis Sanchez                        | Cap: C.Bravo                                                        |
| 23-6-2016                                                           | Chicago                                                             | Colombia                                                            | 0 – 2                                                               | Cile                                                                | Coppa America Centenario - Semifinale                               | Charles Aranguiz José Fuenzalida                                    | Cap: C.Bravo                                                        |
| 27-6-2016                                                           | East Rutherford                                                     | Argentina                                                           | 0 – 0 dts (2 - 4 dtr)                                               | Cile                                                                | Coppa America Centenario - Finale                                   | -                                                                   | 2º Titolo Sudamericano Cap: C.Bravo                                 |
| 2-9-2016                                                            | Asunción                                                            | Paraguay                                                            | 2 – 1                                                               | Cile                                                                | Qual. Mondiali 2018                                                 | Arturo Vidal                                                        | Cap: G.Medel                                                        |
| 7-9-2016                                                            | Santiago del Cile                                                   | Cile                                                                | 3 – 0 tav                                                           | Bolivia                                                             | Qual. Mondiali 2018                                                 | -                                                                   | Cap: A.Sanchez                                                      |
| 6-10-2016                                                           | Quito                                                               | Ecuador                                                             | 3 – 0                                                               | Cile                                                                | Qual. Mondiali 2018                                                 | -                                                                   | Cap: C.Bravo                                                        |
| 12-10-2016                                                          | Ñuñoa                                                               | Cile                                                                | 2 – 1                                                               | Perù                                                                | Qual. Mondiali 2018                                                 | 2 Arturo Vidal                                                      | Cap: C.Bravo                                                        |
| 10-11-2016                                                          | Barranquilla                                                        | Colombia                                                            | 0 – 0                                                               | Cile                                                                | Qual. Mondiali 2018                                                 | -                                                                   | Cap: C.Bravo                                                        |
| 16-11-2016                                                          | Santiago del Cile                                                   | Cile                                                                | 3 – 1                                                               | Uruguay                                                             | Qual. Mondiali 2018                                                 | Eduardo Vargas 2 Alexis Sanchez                                     | Cap: C.Bravo                                                        |
| 11-1-2017                                                           | Pechino                                                             | Cile                                                                | 1 – 1 (4 - 1 dtr)                                                   | Croazia                                                             | Amichevole                                                          | César Pinares                                                       | Cap: J.Beausejour                                                   |
| 15-1-2017                                                           | Pechino                                                             | Islanda                                                             | 0 – 1                                                               | Cile                                                                | Amichevole                                                          | Ángelo Sagal                                                        | Cap: J.Beausejour                                                   |
| 24-3-2017                                                           | Buenos Aires                                                        | Argentina                                                           | 1 – 0                                                               | Cile                                                                | Qual. Mondiali 2018                                                 | -                                                                   | Cap: C.Bravo                                                        |
| 29-3-2017                                                           | Macul                                                               | Cile                                                                | 3 – 1                                                               | Venezuela                                                           | Qual. Mondiali 2018                                                 | Alexis Sanchez 2 Esteban Paredes                                    | Cap: C.Bravo                                                        |
| 3-6-2017                                                            | Santiago del Cile                                                   | Cile                                                                | 3 – 0                                                               | Burkina Faso                                                        | Amichevole                                                          | 2 Arturo Vidal Ángelo Sagal                                         | Cap: A.Vidal                                                        |
| 9-6-2017                                                            | Mosca                                                               | Russia                                                              | 1 – 1                                                               | Cile                                                                | Amichevole                                                          | Mauricio Isla                                                       | Cap: G.Medel                                                        |
| 13-6-2017                                                           | Cluj                                                                | Romania                                                             | 3 – 2                                                               | Cile                                                                | Amichevole                                                          | Eduardo Vargas Leonardo Valencia                                    | Cap: G.Medel                                                        |
| 18-6-2017                                                           | Mosca                                                               | Camerun                                                             | 0 – 2                                                               | Cile                                                                | Conf. Cup 2017 - 1º turno                                           | Arturo Vidal Eduardo Vargas                                         | Cap: G.Medel                                                        |
| 22-6-2017                                                           | Kazan'                                                              | Germania                                                            | 1 – 1                                                               | Cile                                                                | Conf. Cup 2017 - 1º turno                                           | Alexis Sanchez                                                      | Cap: G.Medel                                                        |
| 25-6-2017                                                           | Mosca                                                               | Cile                                                                | 1 – 1                                                               | Australia                                                           | Conf. Cup 2017 - 1º turno                                           | Martín Rodríguez                                                    | Cap: C.Bravo                                                        |
| 28-6-2017                                                           | Kazan'                                                              | Portogallo                                                          | 0 – 0 dts (0 - 3 dtr)                                               | Cile                                                                | Conf. Cup 2017 - Semifinale                                         | -                                                                   | Cap: C.Bravo                                                        |
| 2-7-2017                                                            | San Pietroburgo                                                     | Cile                                                                | 0 – 1                                                               | Germania                                                            | Conf. Cup 2017 - Finale                                             | -                                                                   | Cap: C.Bravo                                                        |
| 1-9-2017                                                            | Santiago del Cile                                                   | Cile                                                                | 0 – 3                                                               | Paraguay                                                            | Qual. Mondiali 2018                                                 | -                                                                   | Cap: C.Bravo                                                        |
| 5-9-2017                                                            | La Paz                                                              | Bolivia                                                             | 1 – 0                                                               | Cile                                                                | Qual. Mondiali 2018                                                 | -                                                                   | Cap: C.Bravo                                                        |
| 6-10-2017                                                           | Macul                                                               | Cile                                                                | 2 – 1                                                               | Ecuador                                                             | Qual. Mondiali 2018                                                 | Eduardo Vargas Alexis Sanchez                                       | Cap: C.Bravo                                                        |
| 11-10-2017                                                          | San Paolo                                                           | Brasile                                                             | 3 – 0                                                               | Cile                                                                | Qual. Mondiali 2018                                                 | -                                                                   | Cap: C.Bravo                                                        |
| Totale                                                              |                                                                     | Presenze                                                            | 32                                                                  |                                                                     | Reti                                                                | 48                                                                  |                                                                     |

#### Nazionale saudita
Statistiche aggiornate al 22 dicembre 2022.
| Squadra        | Naz                       | dal              | al              | Record | Record | Record | Record     | Record | Record | Record | Record |
| G              | V                         | N                | P               | GF     | GS     | DR     | % Vittorie |        |        |        |        |
| -------------- | ------------------------- | ---------------- | --------------- | ------ | ------ | ------ | ---------- | ------ | ------ | ------ | ------ |
| Arabia Saudita | Arabia Saudita (bandiera) | 28 novembre 2017 | 25 gennaio 2019 | 26     | 8      | 6      | 12         | 27     | 37     | −10    | 30,77  |

#### Nazionale saudita nel dettaglio
| dic. 2017             | Arabia Saudita        | Coppa delle Nazioni del Golfo 2017 | Fase a Gironi (3° nel gruppo A) | 3  | 1 | 1 | 1  | 33,33 | 2  | 3  | -1  |
| giu. 2018             | Arabia Saudita        | Mondiali 2018                      | Fase a Gironi (3° nel gruppo A) | 3  | 1 | 0 | 2  | 33,33 | 2  | 7  | -5  |
| gen. 2019             | Arabia Saudita        | Coppa d'Asia 2019                  | Ottavi di Finale                | 4  | 2 | 0 | 2  | 50,00 | 6  | 3  | +3  |
| Dal 2017              | Arabia Saudita        | Amichevoli                         |                                 | 16 | 4 | 5 | 7  | 25,00 | 17 | 24 | -7  |
| Totale Arabia Saudita | Totale Arabia Saudita | Totale Arabia Saudita              | Totale Arabia Saudita           | 26 | 8 | 6 | 12 | 30,77 | 27 | 37 | -10 |

#### Panchine da commissario tecnico della nazionale saudita
| Cronologia completa delle presenze e delle reti in nazionale ― Arabia Saudita | Cronologia completa delle presenze e delle reti in nazionale ― Arabia Saudita | Cronologia completa delle presenze e delle reti in nazionale ― Arabia Saudita | Cronologia completa delle presenze e delle reti in nazionale ― Arabia Saudita | Cronologia completa delle presenze e delle reti in nazionale ― Arabia Saudita | Cronologia completa delle presenze e delle reti in nazionale ― Arabia Saudita | Cronologia completa delle presenze e delle reti in nazionale ― Arabia Saudita | Cronologia completa delle presenze e delle reti in nazionale ― Arabia Saudita |
| Data                                                                          | Città                                                                         | In casa                                                                       | Risultato                                                                     | Ospiti                                                                        | Competizione                                                                  | Reti                                                                          | Note                                                                          |
| ----------------------------------------------------------------------------- | ----------------------------------------------------------------------------- | ----------------------------------------------------------------------------- | ----------------------------------------------------------------------------- | ----------------------------------------------------------------------------- | ----------------------------------------------------------------------------- | ----------------------------------------------------------------------------- | ----------------------------------------------------------------------------- |
| 22-12-2017                                                                    | Kaifan                                                                        | Kuwait                                                                        | 1 – 2                                                                         | Arabia Saudita                                                                | Coppa delle Nazioni del Golfo 2017 - 1º turno                                 | Salman Al-Moasher Moktar Falatah                                              | Cap: O.Hawsawi                                                                |
| 25-12-2017                                                                    | Kaifan                                                                        | Emirati Arabi Uniti                                                           | 0 – 0                                                                         | Arabia Saudita                                                                | Coppa delle Nazioni del Golfo 2017 - 1º turno                                 | -                                                                             | Cap: O.Hawsawi                                                                |
| 28-12-2017                                                                    | Kaifan                                                                        | Arabia Saudita                                                                | 0 – 2                                                                         | Oman                                                                          | Coppa delle Nazioni del Golfo 2017 - 1º turno                                 | -                                                                             | Cap: O.Hawsawi                                                                |
| 26-2-2018                                                                     | Riad                                                                          | Arabia Saudita                                                                | 3 – 0                                                                         | Moldavia                                                                      | Amichevole                                                                    | Omar Hawsawi Taisir Al-Jassim Mohanad Aseri                                   | Cap: O.Hawsawi                                                                |
| 28-2-2018                                                                     | Baghdad                                                                       | Iraq                                                                          | 4 – 1                                                                         | Arabia Saudita                                                                | Amichevole                                                                    | Hassan Muath                                                                  | Cap: M. Al-Shalhoub                                                           |
| 23-3-2018                                                                     | Marbella                                                                      | Ucraina                                                                       | 1 – 1                                                                         | Arabia Saudita                                                                | Amichevole                                                                    | Fahad Al-Muwallad                                                             | Cap: O.Hawsawi                                                                |
| 27-3-2018                                                                     | Bruxelles                                                                     | Belgio                                                                        | 4 – 0                                                                         | Arabia Saudita                                                                | Amichevole                                                                    | -                                                                             | Cap: T.Al-Jassim                                                              |
| 9-5-2018                                                                      | Cadice                                                                        | Arabia Saudita                                                                | 2 – 0                                                                         | Algeria                                                                       | Amichevole                                                                    | Salman Al-Faraj Yahya Al-Shehri                                               | Cap: O.Hawsawi                                                                |
| 15-5-2018                                                                     | Siviglia                                                                      | Arabia Saudita                                                                | 2 – 0                                                                         | Grecia                                                                        | Amichevole                                                                    | Salem Al-Dawsari Mohamed Kanno                                                | Cap: O.Hawsawi                                                                |
| 28-5-2018                                                                     | San Gallo                                                                     | Italia                                                                        | 2 – 1                                                                         | Arabia Saudita                                                                | Amichevole                                                                    | Yahya Al-Shehri                                                               | Cap: O.Hawsawi                                                                |
| 3-6-2018                                                                      | San Gallo                                                                     | Arabia Saudita                                                                | 0 – 3                                                                         | Perù                                                                          | Amichevole                                                                    | -                                                                             | Cap: M.Al-Harbi                                                               |
| 8-6-2018                                                                      | Monaco di Baviera                                                             | Germania                                                                      | 2 – 1                                                                         | Arabia Saudita                                                                | Amichevole                                                                    | Taisir Al-Jassim                                                              | Cap: O.Hawsawi                                                                |
| 14-6-2018                                                                     | Mosca                                                                         | Russia                                                                        | 5 – 0                                                                         | Arabia Saudita                                                                | Mondiali 2018 - 1º turno                                                      | -                                                                             | Cap: O.Hawsawi                                                                |
| 20-6-2018                                                                     | Rostov                                                                        | Uruguay                                                                       | 1 – 0                                                                         | Arabia Saudita                                                                | Mondiali 2018 - 1º turno                                                      | -                                                                             | Cap: O.Hawsawi                                                                |
| 25-6-2018                                                                     | Volgograd                                                                     | Arabia Saudita                                                                | 2 – 1                                                                         | Egitto                                                                        | Mondiali 2018 - 1º turno                                                      | Salman Al-Faraj (rig.) Salem Al-Dawsari                                       | Cap: O.Hawsawi                                                                |
| 10-9-2018                                                                     | Riad                                                                          | Arabia Saudita                                                                | 2 – 2                                                                         | Bolivia                                                                       | Amichevole                                                                    | Yahya Al-Shehri Salem Al-Dawsari                                              | Cap: O.Hawsawi                                                                |
| 12-10-2018                                                                    | Riad                                                                          | Arabia Saudita                                                                | 0 – 2                                                                         | Brasile                                                                       | Amichevole                                                                    | -                                                                             | Cap: O.Hawsawi                                                                |
| 15-10-2018                                                                    | Riad                                                                          | Arabia Saudita                                                                | 1 – 1                                                                         | Iraq                                                                          | Amichevole                                                                    | Hussein Abdulghani                                                            | Cap: Y.Al-Shehri                                                              |
| 16-11-2018                                                                    | Dammam                                                                        | Arabia Saudita                                                                | 1 – 0                                                                         | Yemen                                                                         | Amichevole                                                                    | Abdulrahman Ghareeb                                                           | Cap: O.Hawsawi                                                                |
| 20-11-2018                                                                    | Amman                                                                         | Giordania                                                                     | 1 – 1                                                                         | Arabia Saudita                                                                | Amichevole                                                                    | Fahad Al-Muwallad                                                             | Cap: O.Hawsawi                                                                |
| 31-12-2018                                                                    | Abu Dhabi                                                                     | Corea del Sud                                                                 | 0 – 0                                                                         | Arabia Saudita                                                                | Amichevole                                                                    | -                                                                             | Cap: Y.Al-Shahrani                                                            |
| 8-1-2019                                                                      | Dubai                                                                         | Arabia Saudita                                                                | 4 – 0                                                                         | Corea del Nord                                                                | Coppa d'Asia 2019 - 1º turno                                                  | Hattan Bahebri Mohammed Al-Fatil Salem Al-Dawsari Fahad Al-Muwallad           | Cap: S.Al-Dawsari                                                             |
| 12-1-2019                                                                     | Dubai                                                                         | Libano                                                                        | 0 – 2                                                                         | Arabia Saudita                                                                | Coppa d'Asia 2019 - 1º turno                                                  | Fahad Al-Muwallad Hussain Al-Mogahwi                                          | Cap: S.Al-Dawsari                                                             |
| 17-1-2019                                                                     | Abu Dhabi                                                                     | Arabia Saudita                                                                | 0 – 2                                                                         | Qatar                                                                         | Coppa d'Asia 2019 - 1º turno                                                  | -                                                                             | Cap: Y.Al-Shehri                                                              |
| 21-1-2019                                                                     | Sharjah                                                                       | Giappone                                                                      | 1 – 0                                                                         | Arabia Saudita                                                                | Coppa d'Asia 2019 - Ottavi di finale                                          | -                                                                             | Cap: S.Al-Dawsari                                                             |
| Totale                                                                        |                                                                               | Presenze                                                                      | 26                                                                            |                                                                               | Reti                                                                          | 27                                                                            |                                                                               |

#### Nazionale bahreinita
| Squadra | Naz                | dal            | al               | Record | Record | Record | Record     | Record | Record | Record |       |
| G       | V                  | N              | P                | GF     | GS     | DR     | Vittorie % |        |        |        |       |
| ------- | ------------------ | -------------- | ---------------- | ------ | ------ | ------ | ---------- | ------ | ------ | ------ | ----- |
| Bahrein | Bahrein (bandiera) | 12 luglio 2023 | 16 febbraio 2024 | 12     | 5      | 1      | 6          | 11     | 17     | −6     | 41,67 |

#### Panchine da commissario tecnico della nazionale bahreinita
| Cronologia completa delle presenze e delle reti in nazionale ― Bahrein | Cronologia completa delle presenze e delle reti in nazionale ― Bahrein | Cronologia completa delle presenze e delle reti in nazionale ― Bahrein | Cronologia completa delle presenze e delle reti in nazionale ― Bahrein | Cronologia completa delle presenze e delle reti in nazionale ― Bahrein | Cronologia completa delle presenze e delle reti in nazionale ― Bahrein | Cronologia completa delle presenze e delle reti in nazionale ― Bahrein | Cronologia completa delle presenze e delle reti in nazionale ― Bahrein |
| Data                                                                   | Città                                                                  | In casa                                                                | Risultato                                                              | Ospiti                                                                 | Competizione                                                           | Reti                                                                   | Note                                                                   |
| ---------------------------------------------------------------------- | ---------------------------------------------------------------------- | ---------------------------------------------------------------------- | ---------------------------------------------------------------------- | ---------------------------------------------------------------------- | ---------------------------------------------------------------------- | ---------------------------------------------------------------------- | ---------------------------------------------------------------------- |
| 7-9-2023                                                               | Emirati Arabi Uniti                                                    | Kuwait                                                                 | 3 – 1                                                                  | Bahrein                                                                | Amichevole                                                             | Abdulrahman Yousef Salem                                               | Cap:                                                                   |
| 12-9-2023                                                              | Dubai                                                                  | Bahrein                                                                | 1 – 1                                                                  | Turkmenistan                                                           | Amichevole                                                             | Mohamed Marhoon                                                        | Cap: W. Al Hayam                                                       |
| 12-10-2023                                                             | Arad                                                                   | Bahrein                                                                | 2 – 0                                                                  | Kirghizistan                                                           | Amichevole                                                             | Mohamed Abdulwahab Abdullah Duaij                                      | Cap: W. Al Hayam                                                       |
| 16-10-2023                                                             | Arad                                                                   | Bahrein                                                                | 1 – 0                                                                  | Filippine                                                              | Amichevole                                                             | Ebrahim Al-Khatal                                                      | Cap: W. Al Hayam                                                       |
| 16-11-2023                                                             | Abha                                                                   | Yemen                                                                  | 0 – 2                                                                  | Bahrein                                                                | Qual. Mondiali 2026                                                    | Mohamed Marhoon Harwan Al Zubaidi                                      | Cap: W. Al Hayam                                                       |
| 21-11-2023                                                             | Riffa                                                                  | Bahrein                                                                | 0 – 2                                                                  | Emirati Arabi Uniti                                                    | Qual. Mondiali 2026                                                    | -                                                                      | Cap: W. Al Hayam                                                       |
| 6-1-2024                                                               | Abu Dhabi                                                              | Bahrein                                                                | 0 – 2                                                                  | Australia                                                              | Amichevole                                                             | -                                                                      | Cap: W. Al Hayam                                                       |
| 10-1-2024                                                              | Dubai                                                                  | Bahrein                                                                | 0 – 3                                                                  | Angola                                                                 | Amichevole                                                             | -                                                                      | Cap:                                                                   |
| 15-1-2024                                                              | Doha                                                                   | Corea del Sud                                                          | 3 – 1                                                                  | Bahrein                                                                | Coppa d'Asia 2023 - 1º turno                                           | Abdullah Al Hashash                                                    | Cap: W. Al Hayam                                                       |
| 20-1-2024                                                              | Doha                                                                   | Bahrein                                                                | 1 – 0                                                                  | Malaysia                                                               | Coppa d'Asia 2023 - 1º turno                                           | Ali Madan                                                              | Cap: W. Al Hayam                                                       |
| 25-1-2024                                                              | Doha                                                                   | Giordania                                                              | 0 – 1                                                                  | Bahrein                                                                | Coppa d'Asia 2023 - 1º turno                                           | Abdulla Yusuf Helal                                                    | Cap: W. Al Hayam                                                       |
| 31-1-2024                                                              | Doha                                                                   | Bahrein                                                                | 1 – 3                                                                  | Giappone                                                               | Coppa d'Asia 2023 - Ottavi di finale                                   | autorete                                                               | Cap: W. Al Hayam                                                       |
| Totale                                                                 |                                                                        | Presenze                                                               | 12                                                                     |                                                                        | Reti                                                                   | 11                                                                     |                                                                        |

#### Nazionale kuwaitiana
| Squadra | Naz               | dal            | al        | Record | Record | Record | Record     | Record | Record | Record |       |
| G       | V                 | N              | P         | GF     | GS     | DR     | Vittorie % |        |        |        |       |
| ------- | ----------------- | -------------- | --------- | ------ | ------ | ------ | ---------- | ------ | ------ | ------ | ----- |
| Kuwait  | Kuwait (bandiera) | 16 luglio 2024 | in carica | 4      | 0      | 1      | 3          | 3      | 7      | −4     | &0,00 |

#### Panchine da commissario tecnico della nazionale kuwaitiana
| Cronologia completa delle presenze e delle reti in nazionale ― Kuwait | Cronologia completa delle presenze e delle reti in nazionale ― Kuwait | Cronologia completa delle presenze e delle reti in nazionale ― Kuwait | Cronologia completa delle presenze e delle reti in nazionale ― Kuwait | Cronologia completa delle presenze e delle reti in nazionale ― Kuwait | Cronologia completa delle presenze e delle reti in nazionale ― Kuwait | Cronologia completa delle presenze e delle reti in nazionale ― Kuwait | Cronologia completa delle presenze e delle reti in nazionale ― Kuwait |
| Data                                                                  | Città                                                                 | In casa                                                               | Risultato                                                             | Ospiti                                                                | Competizione                                                          | Reti                                                                  | Note                                                                  |
| --------------------------------------------------------------------- | --------------------------------------------------------------------- | --------------------------------------------------------------------- | --------------------------------------------------------------------- | --------------------------------------------------------------------- | --------------------------------------------------------------------- | --------------------------------------------------------------------- | --------------------------------------------------------------------- |
| 5-9-2024                                                              | Amman                                                                 | Giordania                                                             | 1 – 1                                                                 | Kuwait                                                                | Qual. Mondiali 2026                                                   | Yousef Nasser (rig.)                                                  | Cap: Y.Nasser                                                         |
| 10-9-2024                                                             | Kuwait                                                                | Kuwait                                                                | 0 – 0                                                                 | Iraq                                                                  | Qual. Mondiali 2026                                                   | -                                                                     | Cap: Y.Nasser                                                         |
| 10-10-2024                                                            | Mascate                                                               | Oman                                                                  | 4 – 0                                                                 | Kuwait                                                                | Qual. Mondiali 2026                                                   | -                                                                     | Cap: Y.Nasser                                                         |
| 15-10-2024                                                            | Doha                                                                  | Palestina                                                             | 2 – 2                                                                 | Kuwait                                                                | Qual. Mondiali 2026                                                   | 2 Yousef Nasser 1 (rig.)                                              | Cap: Y.Nasser                                                         |
| Totale                                                                |                                                                       | Presenze                                                              | 4                                                                     |                                                                       | Reti                                                                  | 3                                                                     |                                                                       |

## Palmarès

### Giocatore

#### Club

##### Competizioni nazionali
- Campionato spagnolo:

Barcellona: 1997-1998
- Coppa di Spagna: 2

Barcellona: 1996-1997, 1997-1998
- Supercoppa di Spagna: 1

Barcellona: 1996

##### Competizioni internazionali
- Coppa delle Coppe: 1

Barcellona: 1996-1997
- Supercoppa UEFA: 1

Barcellona: 1997

#### Individuale
- Pichichi del campionato spagnolo: 1

1995-1996

### Allenatore

#### Club
- Campionato cileno: 1

Universidad Católica: 2010
- Campionato argentino: 1

San Lorenzo: Inicial 2013-2014

#### Nazionale
- Coppa America:

Cile: USA 2016